# 사도 생활단

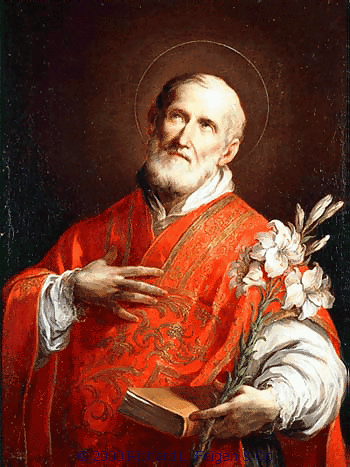
성 필립보 네리 사제. 그는 사도 생활단들의 아버지로 공경을 받고 있다.

사도 생활단(使徒生活團, 라틴어: Societas vitae apostolicae 영어: Society of Apostolic Life)은 남성 또는 여성끼리 형제적 공동 생활을 유지하며 단체의 고유한 목적과 회헌에 따라 사도적 활동을 하는 로마 가톨릭교회의 단체이다. 사도 생활단의 형태에 대해서는 교회법 731~755항에 규정되어 있다. 1917년 교회법이 통용되던 시절에는 공동 생활단이라고 불렸다. 봉헌 생활회와는 달리 사도 생활단의 회원들은 수도 서원을 하지 않는다. 교회법 제731조에서는 회원들이 수도 서원 없이 그 단의 고유한 사도적 목적을 추구하고 고유한 생활 방식에 따라 형제적 생활을 공동으로 살면서 회헌의 준수를 통하여 애덕의 완성을 향하여 정진하는 단체라고 규정되어 있다. 엄밀히 말하면, 사도생활단에서 그 단의 회원이 복음적 권고를 약속한다고 해서 '수도자'의 신분을 획득하는 것은 아니다.  모든 사도 생활단은 교황청 수도회성의 관리 감독을 받고 있다.
| 교회법 731항 라틴어 원문                                                          | 교회법 731항 영문 번역                                                           | 교회법 731항 한국어 번역 차이                        |
| --------------------------------------------------------------------------------- | -------------------------------------------------------------------------------- | ---------------------------------------------------- |
| Can. 731 - §1. Institutis vitae consecratae accedunt societates vitae apostolicae | Can. 731 §1. Societies of apostolic life resemble institutes of consecrated life | 제 731 조 ① 사도 생활단들도 봉헌 생활회들 축에 낀다. |

아울러 교회법 제733조에 의거하여, 교구로 진출하려면 단의 관할권자가 교구장 주교의 사전 서면 동의를 얻어 분원을 설립하고 지역 공동체를 설치해야 한다. 또한 이의 폐쇄에 관하여서도 교구장 주교와 의논하여야 한다. 아울러 각 단은 고유한 경당을 가질 권리를 갖고 있다.
각 단의 회원은 개인적인 재산이나 소유물을 가질 수 있지만, 단에서 정한 공동체 생활의 규칙을 따라야 한다.

## 주요 사도 생활단 목록

### 교황청 인준 사도생활단 (남자)
- 교황청 외방 선교회 Pontifical Institute for Foreign Missions, P.I.M.E.
- 성 골롬반 외방 선교회 Missionary Society of Saint Columban, S.S.C.M.E. (Columban Missionaries)
- 과달루페 외방 선교회 Guadalupe Missionaries, M.G.
- 빈첸시오 아 바오로 전교회 Congregation of the Mission, C.M. (Vincentians, Lazarists)
- 아프리카 선교회 Missionaries of Africa, M.Afr. (White Fathers)
- 예수 마리아회 Congregation of Jesus and Mary, C.I.M./C.J.M. (Eudists)
- 파리 외방 전교회 Paris Foreign Missions Society, M.E.P.
- 필리핀 외방 전교회 Mission Society of the Philippines, M.S.P.
- 그리스도 왕 사제회 Institute of Christ the King Sovereign Priest I.C.R.S.S.
- 메리놀외방전교회 Catholic Foreign Mission Society of America, M.M. (Maryknoll Fathers)
- 보혈 선교회 Missionaries of the Precious Blood, C.PP.S.
- 성 베드로 사제 형제회 Priestly Fraternity of St. Peter, F.S.S.P.
- 성 필립보 네리의 오라토리오회 Confederation of Oratories of Saint Philip Neri, C.O. (Oratory of Saint Philip Neri, Oratorians)
- 착한 목자회 Institute of the Good Shepherd
- 천주교 사도직회(팔로티회) Society of the Catholic Apostolate, S.A.C. (Pallottines)
- Clerical Society of the Missionaries of the Holy Apostles, M.S.A.
- Clerical Society of Virgo Flos Carmeli, E.P.
- Glenmary Home Missioners, G.H.M.
- Heralds of Good News, H.G.N.
- 레늄 크리스티 Lay Consecrated Men Regnum Christi
- Missionaries of the Holy Cross, M.S.C.
- Oratory of France, C.O.I. (Oratorians of France)
- Oratory of Jesus (Congregation of the Oratory of Jesus and Mary Immaculate)
- Paulist Fathers, C.S.P.
- Portuguese Missionary Society, S.M.P. / S.M.B.N.
- Priestly Fraternity of the Missionaries of St.Charles Borromeo, F.S.C.B.
- Foundation of the Spanish Institute of Saint Francis Xavier  for Foreign Missions, I.E.M.E.
- Saint Joseph’s Missionary Society of Mill Hill, M.H.M.
- Saint Patrick’s Society for the Foreign Missions, S.P.S.
- Scarboro Foreign Mission Society, S.F.M.
- Society of African Missions, S.M.A.
- Society of Bethlehem Mission Immensee, S.M.B.
- Society of Foreign Missions : Société des Missions-Étrangères du Québec, P.M.E.
- Society of Priests of Saint James, P.S.J.
- Society of Priests of Saint Joseph Benedict Cottolengo, S.S.C.
- Society of Priests of Saint Sulpice, P.S.S., Society of Saint-Sulpice (Sulpicians)
- Society of Saint Joseph of the Sacred Heart, S.S.J. (Josephites - which has a homonym)
- Society of the Missionaries of Saint Francis Xavier, S.F.X. (Pilar Fathers)
- Sodalitium Christianae Vitae = Sodalitium of Christian Life, S.C.V.
- Vincentian Congregation, C.V.
- Workers of the Kingdom of Christ, C.O.R.C.
- Yarumal Society for the Foreign Missions, M.X.Y. / I.M.E.Y.

### 교황청 인준 사도생활단 (여자)
- 성 빈첸시오 아 바오로의 사랑의 딸회 Daughters of Charity of St. Vincent de Paul
- Sisters of Social Service
- 레늄 크리스티 Consecrated Women of Regnum Christi

### 교구 인준 사도생활단 (남자)
- Apostolic Life Community of Priests in the Opus Spiritus Sancti, A.L.C.P./O.S.S. (Holy Spirit Fathers)
- Companions of the Cross, C.C.
- Missionaries of Our Lady of the Most Blessed Sacrament, S.D.N.
- Missionary Society of Saint Paul of Nigeria, M.S.P.
- Missionary Society of St. Thomas the Apostle, M.S.T.
- Oblates of Saints Ambrose and Charles, O.Ss.C.A.
- Oblates of Saints Charles and Gaudentius of Novara, O.Ss.G.C.N.
- Society of Saint John Mary Vianney, S.J.M.V. (has a Personal Ordinariate; devoted to the Tridentine use)
- Society of Our Lady of the Most Holy Trinity
- 성 황석두 루카 외방 선교 형제회 St. Luke Hwang Sok-tu Foreign Missionary Brothers
- 천주교 서울 국제 선교회 Catholic Seoul International Mission Community
- 한국 외방 선교회 Korean Missionary Society

### 교구 인준 사도생활단 (여자)
- 성 프란치스코 하비에르 사도회 St. Francis Xavier's Apostolic Community

- 성 황석두 루카 외방 선교 자매회 St. Luke Hwang Sok-tu Foreign Missionary Sisters

## 한국 내 사도생활단 목록

### 교황청 인준 사도생활단 (남자)
- 과달루페 외방 선교회
- 대사제 예수 성직회
- 메리놀외방전교회
- 성 골롬반 외방 선교회
- 천주교 사도직회 (팔로티회)
- 파리 외방 전교회
- 필리핀 외방 선교회
- 성 비오 10세회[1]

### 교황청 인준 사도생활단 (여자)
- 성 빈첸시오 아 바오로 사랑의 딸회: 수원에 있는 "성 빈센트 드 뽈 자비의 수녀회"는 교황청의 승인을 받은 교구 설립 수도회이다. 둘 다 빈첸시오 아 바오로의 영성을 가지고 있으나 이름이 유사하여 종종 혼동이 생긴다.

- 프라도 수녀회: 본래 수녀회였으나 가난한 이들과 함께 하기 위해 특별히 교황님께 청을 넣어 사복 차림으로 공장에서 일을 하면서 가난함을 살았다. 프라도의 정신은 "가난"이다.  여성 평신도들로 이루어진 프라도 여성 재속회(Feminine Institute of Prado: I.F.P.) 역시 프라도 가족 구성원이다.

### 교구 인준 사도생활단 (남자)
- 성 황석두 루카 외방 선교 형제회
- 천주교 서울 국제 선교회
- 한국 외방 선교회

### 교구 인준 사도생활단 (여자)
- 성 프란치스코 하비에르 사도회: 비슷한 이름을 가진 다른 공동체와 구별한다. 2021년 2월 주교 시노드 사무국장에 선출된 나탈리 베카르(Nathalie Bequart) 수녀는 프랑스의 하비에르 수녀회 (La Xavière Missionnaire du Christ Jésus) 소속이다. 2021년 미얀마 군부 앞에서 무릎을 꿇고 저항하던 앤 로사 누 따웅(Ann Rose Nu Tawng) 수녀는 미얀마의 성 프란치스코 하비에르 수녀회(Congregation of St. Francis Xavier Sisters) 소속이다. 사도회와 수녀회를 잘못 표기하는 경우가 있다.

- 성 황석두 루카 외방 선교 자매회

## 같이 보기
- 봉헌 생활회
- 수도회
- 재속회

1. ↑  인준 하긴 했지만 교회법상 명백한 불법이다.